# Jurinea kapelkinii
Jurinea kapelkinii là một loài thực vật có hoa trong họ Cúc. Loài này được O.Fedtsch. mô tả khoa học đầu tiên năm 1910.